# ニューヨーク万国博覧会 (1853年)
ニューヨーク万国博覧会または万国産業博覧会 (Exhibition of the Industry of All Nations) は、1853年にアメリカ合衆国ニューヨーク市で催された国際博覧会である。この万博は1851年のロンドン万国博覧会の大成功に触発されて開催される運びとなった。その趣旨は、世界中の工業製品の展示と同時にヨーロッパ諸国と比較してまだ若い国家アメリカの威信を誇示することであった。会場は現在のブライアント・パークの場所であった。当時のニューヨーク市長en:Jacob Aaron Westerveltがこの万博の委員会の理事を務めた。総監督はサミュエル・デュポン海軍将官であった。

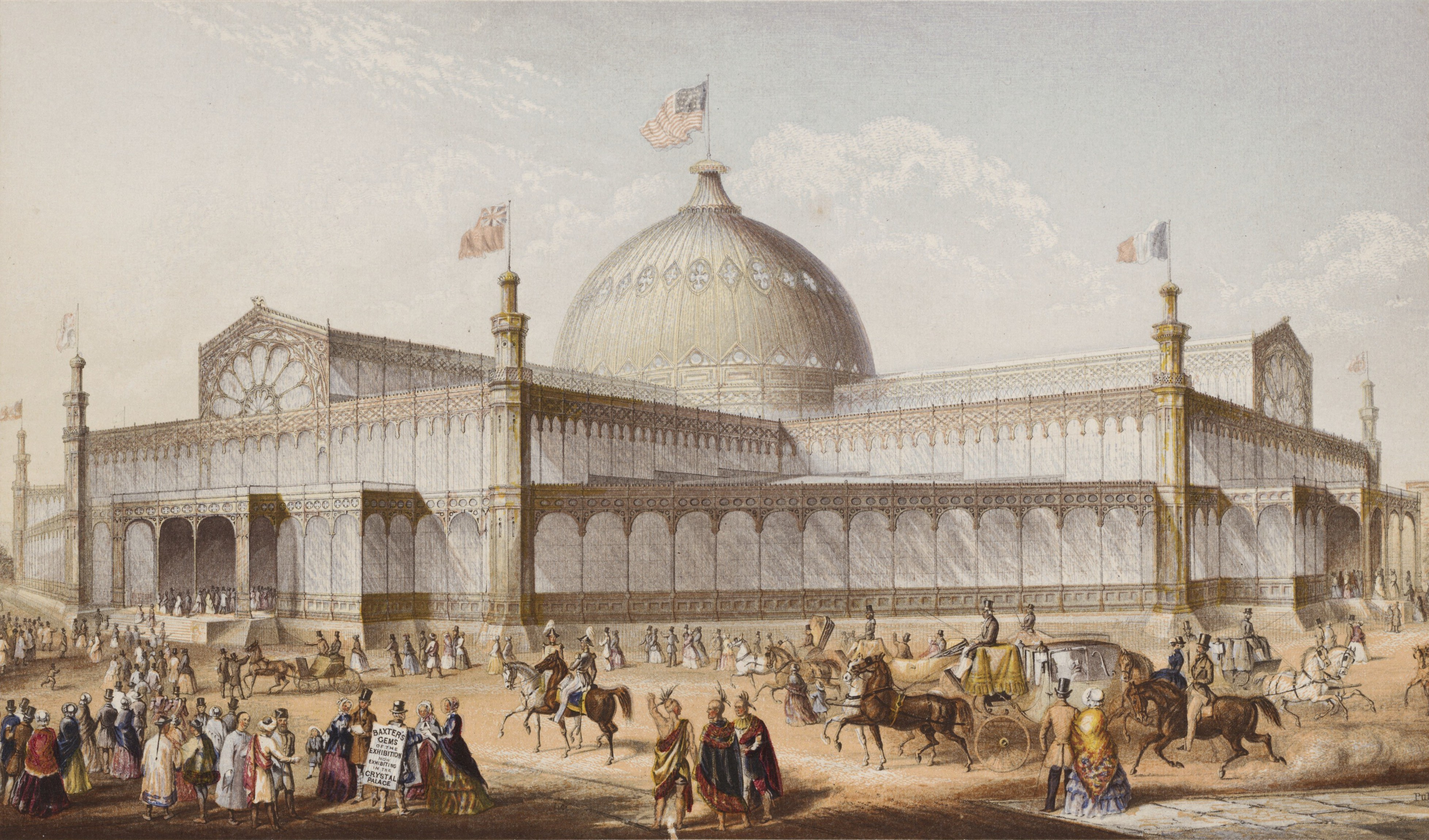
ニューヨーク水晶宮

新しく就任した大統領フランクリン・ピアースの出席のもと、1853年7月14日に開幕し、1854年11月14日に閉幕するまでに110万人の観客が来場した。この万博の目玉は、ロンドン水晶宮のニューヨーク版であるガラスと鉄でできた建物ニューヨーク水晶宮 (en) であった。この宮殿は、1858年10月5日に火災で焼失した。
アメリカの詩人ウォルト・ホイットマンはこの宮殿に関する詩"The Song of the Exposition"を綴っている：

... a Palace,

Lofter, fairer, ampler than any yet,

Earth's modern wonder, History's Seven out stripping,

High rising tier on tier, with glass and iron facades,

Gladdening the sun and sky - enhued in the cheerfulest hues,

Bronze, lilac, robin's-egg, marine and crimson

Over whose golden roof shall flaunt, beneath thy banner, Freedom. 

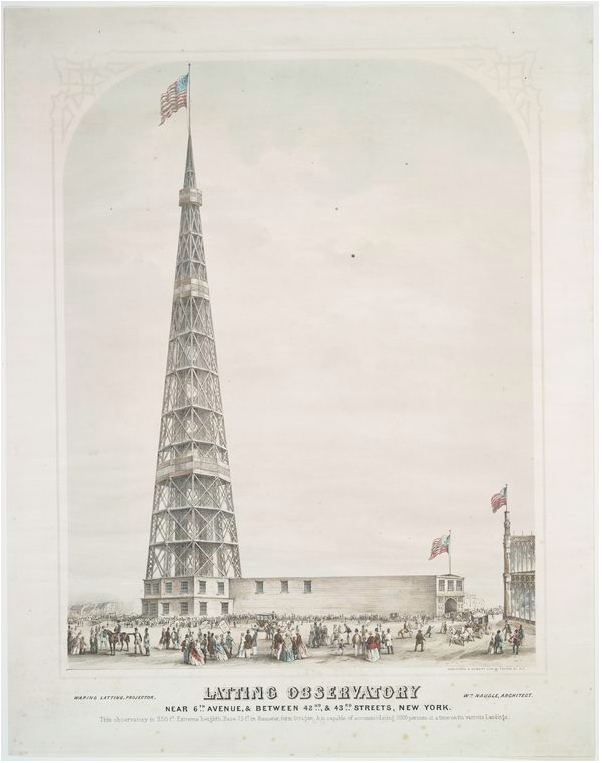
ラッティング展望塔（1853年）

水晶宮の隣には、木製の高さ315フィート (96 m)のラッティング展望台 (en) が建てられていた。この展望台からはクィーンズやスタテンアイランド、ニュージャージーまで見渡すことができた。この塔はトリニティ教会の尖塔の290フィート (88 m)よりも高く、建設された1853年から焼失する1856年8月30日まで、ニューヨーク市で史上最も高い建築物となっていた。
またこの万博では、エリシャ・オーチスが巻き上げロープが切れた際の落下防止装置を備えた安全エレベーターのデモンストレーションを行った。これは世界初の実用的なエレベータとなり、多くの大衆の関心を買うこととなり、この三年後にオーチスの旅客用エレベータがニューヨーク市の店舗に設置されることとなった。

## 著名な展示物
- エリシャ・オーチスの落下防止装置付きエレベーター
- en:David Alterによる塩井から臭素を精製する製法のデモンストレーション。これは製鉄業に大きく役立つこととなった。
- 世界初のペダル式四輪自転車